# F1 Manager 2023
F1 Manager 2023 es un juego de gestión deportiva desarrollado y publicado por Frontier Developments. Es el juego de simulación de gestión de carreras oficial de los campeonatos de Fórmula 1, Fórmula 2 y Fórmula 3 de 2023, y la segunda entrega de la serie F1 Manager. El juego se lanzó para PlayStation 4, PlayStation 5, Windows, Xbox One y Xbox Series X/S el 31 de julio de 2023.

## Jugabilidad
F1 Manager 2023 cuenta con un nuevo modo de repetición de carreras, que permite a los jugadores recrear ciertos momentos de la temporada. El juego también incluye las 23 pistas de la temporada, incluido el circuito Internacional de Losail del Gran Premio de Catar y el circuito callejero de Las Vegas del recién llegado Gran Premio de Las Vegas. También se incluyen seis carreras bajo el formato sprint. Los comentaristas de Sky Sports F1, David Croft y Karun Chandhok, vuelven para narrar los momentos clave del juego.

## Desarrollo y lanzamiento
F1 Manager 2023 es el segundo título de la serie F1 Manager, y Frontier Developments volvió a desarrollar y publicar el juego. Está desarrollado con Unreal Engine 5. Al igual que en el juego anterior, la tecnología antimanipulación Denuvo se implementa en el título. Se confirmó que el juego se lanzará en las plataformas PlayStation 4, PlayStation 5, Windows, Xbox One y Xbox Series X/S el 31 de julio de 2023.

## Recepción
F1 Manager 2023 recibió críticas «generalmente favorables» según el agregador de reseñas Metacritic.